# 穆斯塔法·纳哈斯
穆斯塔法·纳哈斯（阿拉伯语：مصطفى النحاس باشا；1879年6月15日—1965年8月23日），埃及政治家，華夫脫黨領導人，曾五次担任埃及总理。